# Hachpat (klasztor)
Klasztor Hachpat (orm. Հաղպատավանք) – zabytkowy ormiański klasztor z X-XIII w. znajdujący się we wsi Hachpat, w prowincji Lorri, w północnej Armenii. Leży na płaskowyżu nad kanionem rzeki Debed, u podnóża góry Surplicz, na wysokości 1212 m n.p.m.. W 1996 klasztor Hachpat został wpisany na Listę światowego dziedzictwa UNESCO (w 2000 wpis został rozszerzony o pobliski zespół klasztorny Sanahin). 
Klasztor wzniesiono mniej więcej w tym samym czasie co leżący niedaleko klasztor Sanahin. Oba jednak powstały w duchu tej samej epoki – rozkwitu panowania ormiańskiej dynastii Bagratydów – a każdy z nich odgrywał ważną rolę jako centrum duchowe, naukowe, edukacji i kultury. W obu kompleksach klasztornych główne zabudowania zostały zgrupowane dookoła świątyń, tworząc integralne architektonicznie organizmy, które usytuowane są asymetrycznie w odniesieniu do ich głównych osi. Oba kompleksy klasztorne mają wspólne nie tylko cechy kompozycyjne poszczególnych budowli, ale też detale architektoniczne i dekoracje, w wielu przypadkach niemal identyczne, co pozwala przypuszczać, że zostały wykonane przez rzemieślników pochodzących z tej samej szkoły.

## Historia
Przypuszcza się, że pierwszy kościół stanął w IV wieku na ruinach wcześniejszej pogańskiej świątyni, nie ma jednak dokumentów potwierdzających tę tezę. Uważa się, że klasztor Hachpat został zbudowany w okresie panowania króla Abasa I (929-953), choć należy zauważyć, że najstarsze zabudowania pochodzą z czasów jego następcy, króla Aszota III (952-977). Kolejne budowle powstawały aż do połowy XIII wieku. W średniowieczu stał się miejscem przechowywania całości piśmiennictwa ormiańskiego, niejako pierwszym matenadaranem (biblioteką manuskryptów). Mnisi przepisywali tu po ormiańsku dzieła z całego ówczesnego świata. W chwilach zagrożenia księgi chowano w górskich jaskiniach. Jeszcze w 1878 odkryto w jednej z nich spetryfikowane manuskrypty. W Hachpat nauczał słynny Grzegorz Magistros (Grigor Magistros Pahlawuni, 985-1085) – pisarz, poeta i wielki erudyta, który otrzymał tytuł Filozofa. Wielką sławę zdobyła działająca tu szkoła miniaturzystów.
Po roku 1064, a więc po upadku królewskiej dynastii Bagratydów, klasztor zaczął stopniowo podupadać. Odzyskał znaczenie, gdy region Lori znalazł się pod panowaniem gruzińskiego królewskiego rodu Orbeliani, którzy przekazali klasztor w użytkowanie Zakarianom. W czasie swych rządów klasztor został rozbudowany zajmując obszar trzykrotnie większy od poprzedniego. W roku 1130 kompleks częściowo zniszczyło trzęsienie ziemi, a odbudowa nastąpiła pół wieku później. Już w połowie XIII wieku Hachpat stał się jednym z największych centrów religijnych i edukacyjnych w Armenii. Hachpat był centrum religijnym regionu Lori od XI wieku i od wtedy już rywalizował z sąsiednim klasztorem Sanahin. Oba klasztory zostały splądrowane podczas mongolskiego najazdu w roku 1235. Kolejnym ważnym etapem w historii klasztoru był najazd wojsk Tamerlana pod koniec XIV wieku oraz późniejsza wojna między rządzoną przez Safawidów Persją a Imperium Osmańskim. W wyniku traktatu pokojowego podpisanego w 1639 roku między tymi dwoma potęgami Wschodnia Armenia została przyłączona do Persji. Postanowienia traktatu okazały się korzystne dla klasztoru, który został odrestaurowany i ponownie prowadził swoją rolę jako znaczący ośrodek religijny, jednak dawnej świetności już nigdy nie udało się odzyskać. Tutejsi artyści i rękodzielnicy wyemigrowali do Persji, gdzie tworzyli w Nowej Dżulfie (ormiańskiej dzielnicy Isfahanu), Tebrizie i Teheranie.
W klasztorze działał urodzony w Sanahinie Sajat-Nowa (1712-1795), pieśniarz i poeta, a zarazem dyplomata w służbie króla Gruzji Herakliusza II, który tworzył po ormiańsku, gruzińsku i azersku.

## Opis

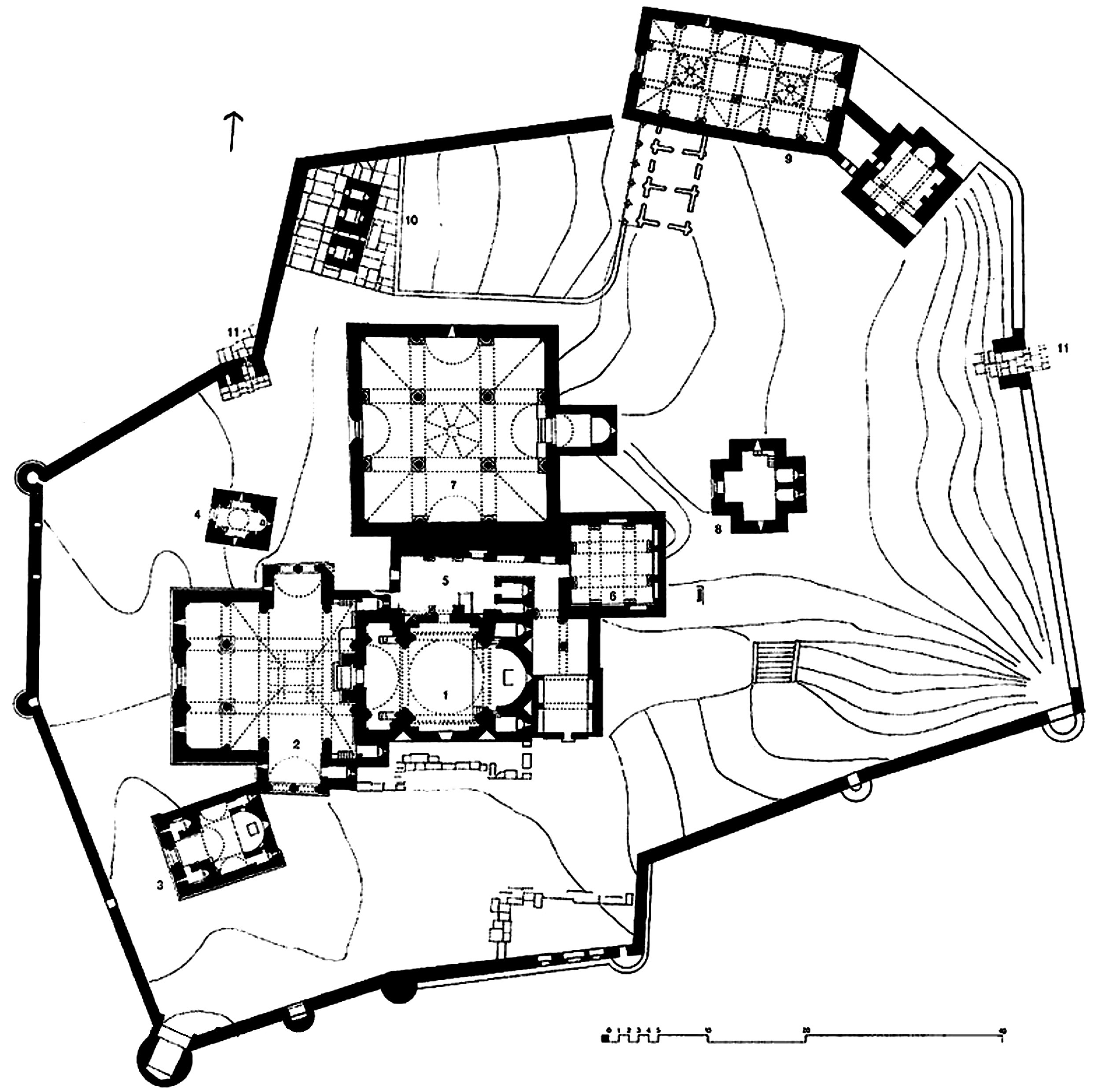
Plan kompleksu klasztornego Hachpat

Zespół klasztorny otoczony jest średniowiecznymi murami i składa się m.in. z czterech kościołów, dwóch narteksów, biblioteki, grobowca, wieży dzwonniczej oraz licznych płaskorzeźbionych płyt kamiennych zwanych chaczkarami. 
Najstarszą i zarazem największą świątynią w kompleksie jest Kościół Świętego Krzyża (Surp Nyszan), zbudowany w latach 976-991 przez królową Chosrowanusz, żonę króla Aszota III z rodu Bagratydów. Jest to budowla centralna na planie krzyża, zwieńczona kopułą. Świątynia wyróżnia się spójnością oraz harmonią kształtu. W jej wnętrzu fantazyjny kształt wysokich podpór kopuły, wysuniętych do środka, gładko łączy się z wysokimi łukami spoczywającymi na nich i przechodzącymi na nich i przechodzącymi z półkolistych do ostro zakończonych. Na wschodniej elewacji znajduje się kopia reliefu z Sanahinu przedstawiająca rzeźby królów Lorri Gurgena (Cyriaka lub Korike) I i Symbata – synów fundatorki kościoła, królowej Chosrowanusz. Niegdyś wnętrze kościoła było zdobione rzeźbieniami i freskami. Wiadomo, iż główną apsydę kościoła ozdobiono freskami dwukrotnie – ostatnio w 2 poł. XIII w. Prawdopodobnie całe wnętrze pokryto malowidłami, ale jedyne pozostałości można zobaczyć na południowej ścianie. Kamienne schodki prowadzą na specjalnie zbudowany balkon, na którym podczas mszy zasiadała rodzina Kiurikianów. Ciemne obejście z łukowym zadaszeniem na zewnątrz północnej i wschodniej ściany kościoła. Na postumencie ustawiono tu chaczkar św. Zbawiciela (Amenapyrkicz) z 1273 – jeden z najcenniejszych zdobionych krzyży w Armenii.
Do obejścia od wschodu głównego kościoła przylega biblioteka z połowy XI wieku, na planie kwadratu. Pierwotnie miała ona drewniany dach, prawdopodobnie okrągły i spiczasty, spoczywający na wewnętrznych kolumnach. Dach kamienny, oparty na krzyżujących się łukach, został wybudowany pomiędzy 1258 a 1262. W zbiorach bibliotecznych zachowały się cenne zabytki piśmiennictwa oraz sztuki iluminatorskiej, m.in. tzw. ewangeliarz z Hachpatu, zawierający scenę wjazdu Jezusa do Jerozolimy, z wyjątkowo realistycznie przedstawionym wyglądem miasta i jego mieszkańców.
W 1185 do zachodniej części kościoła dobudowano przedsionek (narteks), o czym informuje inskrypcja na północnej elewacji:

W roku 634 [1185] ja, Miriam, córka króla Kiurike, zbudowałam z wielką nadzieją ten dom modlitwy nad naszymi grobami - mojej ciotki ze strony ojca Rusudan, mojej matki Tamary i moim, za czasów arcybiskupa Ter Barsegha, który zakończył budowę. Ty, który wchodzisz przez te drzwi i padasz przed Krzyżem modląc się, wspomnij nas i naszych królewskich przodków, którzy odpoczywają tu w spokoju przed drzwiami katedry w imię Jezusa Chrystusa

Tego typu dobudówki, zwane gawitami lub żamatunami, to jeden z charakterystycznych elementów średniowiecznej ormiańskiej architektury. Były przeznaczone na poranną i wieczorną posługę, dla parafian, dla których nie starczyło miejsca w głównej świątyni. Gawit ma powierzchnię większą niż sama świątynia, a jego sklepienie wspiera się na potężnych kolumnach. Przedsionek przed kościołem św. Krzyża jest unikatowy ze względu na swoją wielkość (21 × 18 m) i konstrukcję. Uważa się go za jeden z najcenniejszych takich obiektów w kraju – wzorowano się na nim, wznosząc przedsionki w późniejszych założeniach klasztornych w Armenii. Dzisiejszy wygląd zyskał na początku XIII wieku.
Po obu bokach narteksu stoją dwa małe kościoły: na południu kościół św. Grzegorza z roku 1005 (stracił kopułę podczas rekonstrukcji w 1211) oraz na północy kościół Matki Bożej (Surp Astwacacin) z kopułą powtarzającą kształt tej przykrywającej główny kościół zespołu klasztornego. Ten drugi obiekt wybudowany został w latach 1208-1220, a jego fundatorką była księżna Chatun, córka księcia Hasana Tesumiana.
Na północ od wcześniej wymienionych obiektów leży najrozleglejszy obiekt zespołu klasztornego – gawit Hamazaspa, którego nazwa pochodzi od nazwiska przełożonego klasztoru, który zlecił jego wzniesienie w 1257. To największy gawit w Armenii, słynący z doskonałej akustyki. Do wschodniej ściany dołączono małą kaplicę.
Na północ od gawitu znajduje się grobowiec rodziny Ukanian z VIII wieku. Składa się z trzech dużych, prostokątnych kaplic, stojących obok siebie. Służą one również jako podstawy dla chaczkarów autorstwa Mistrza Wahrama.
Na górce na wschód od głównych zabudowań wznosi się wieża dzwonnicza z 1245 z ażurową wieżyczką i biforiami. Jej pierwsza kondygnacja została wykonana na planie krzyża, druga zaś jest prostokątna z odciętymi narożnikami. Nieco przysadzisty budynek udekorowany został malowniczymi detalami architektonicznymi – bliźniaczymi oknami z kolumnami, szczytami fasad o różnych rozmiarach i wysokości, na jakiej zostały zlokalizowane, a także siedmioboczną dzwonnicą, której spiczasty dach ma kształt taki jak dach głównego budynku. Artystyczna kompozycja tej wieży dzwonniczej znalazła później swoje odbicia w innych wieżach dzwonniczych w Armenii, ale także w innych budowlach.
Na północnych obrzeżach kompleksu zachowała się prostokątna hala refektarza z połowy XIII wieku. To jeden z najważniejszych świeckich zabytków Armenii. Centralne sekcje zadaszenia wieńczą ośmioboczne sklepione kopuły z otworem oświetleniowym w szczycie. Łuki, rozciągające się na przestrzeni szerokości sali, nadają lekki wygląd wysokiemu stropowi stworzonemu przez klamry o odpowiednich proporcjach, krzyżujące się łuki, sklepienia i kopuły.

## Galeria

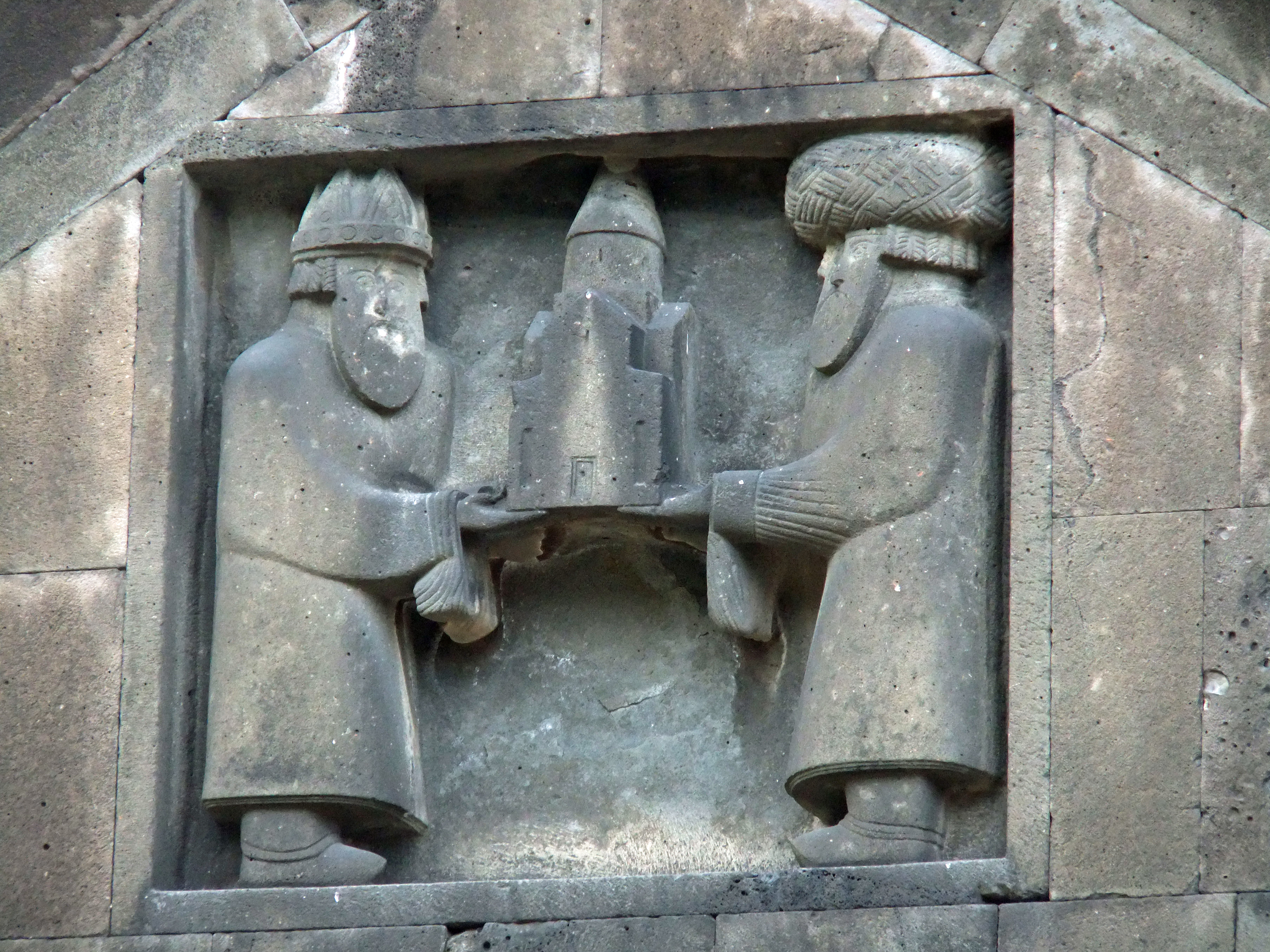
Rzeźby królów Lorri: Gurgena (Cyriaka lub Korike) I i Symbata
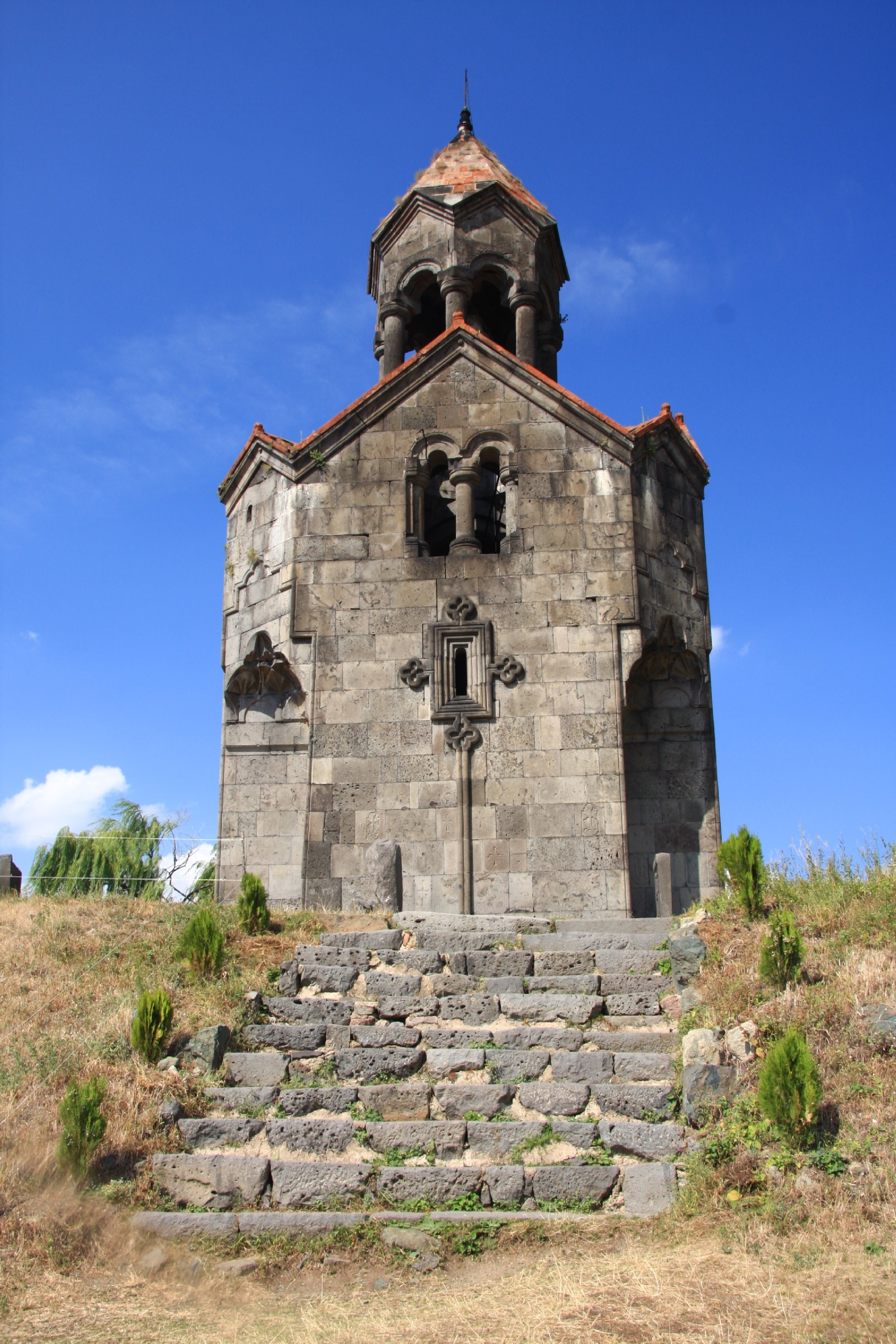
Dzwonnica
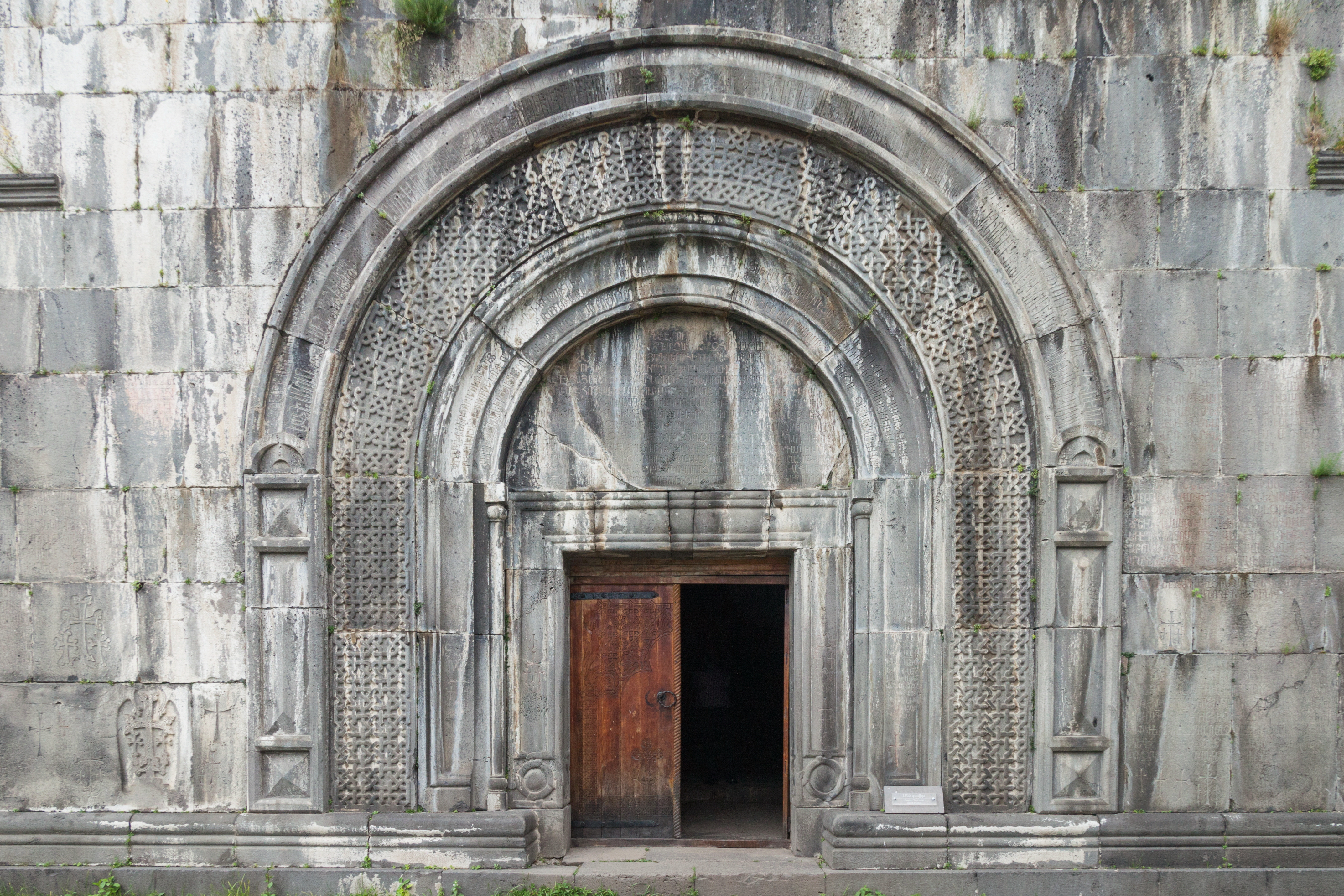
Portal gavitu
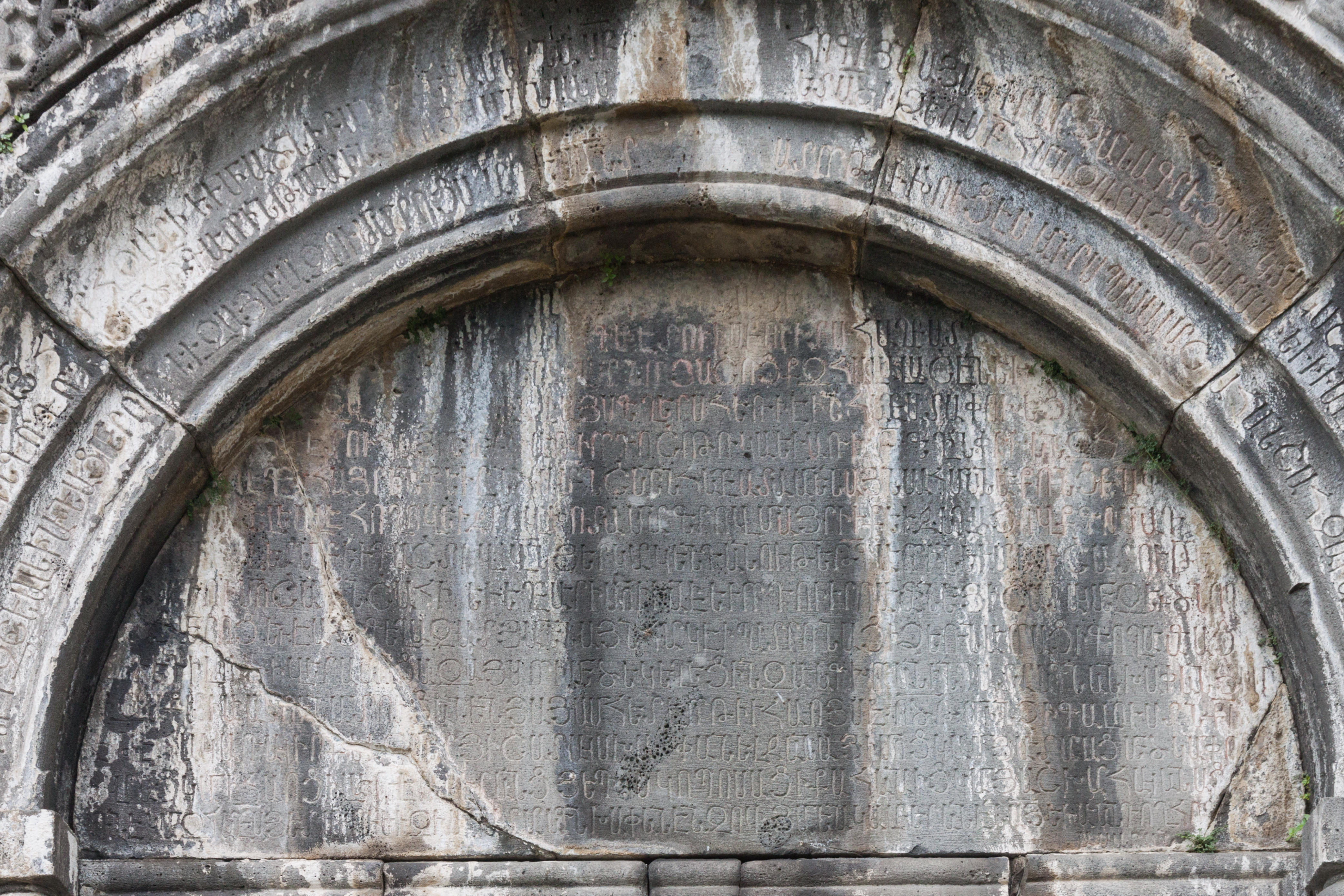
Inskrypcje nad wejściem do gavitu
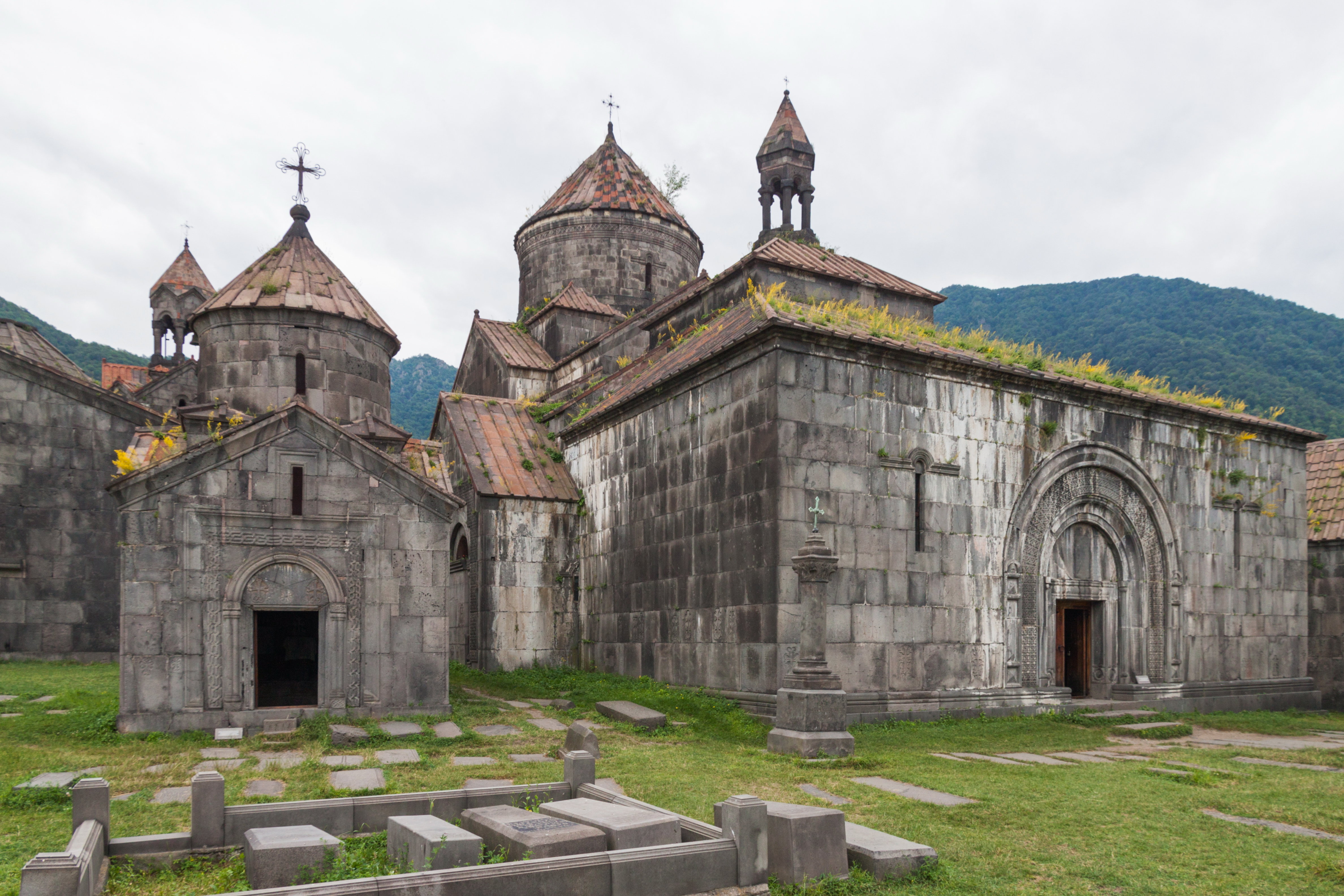
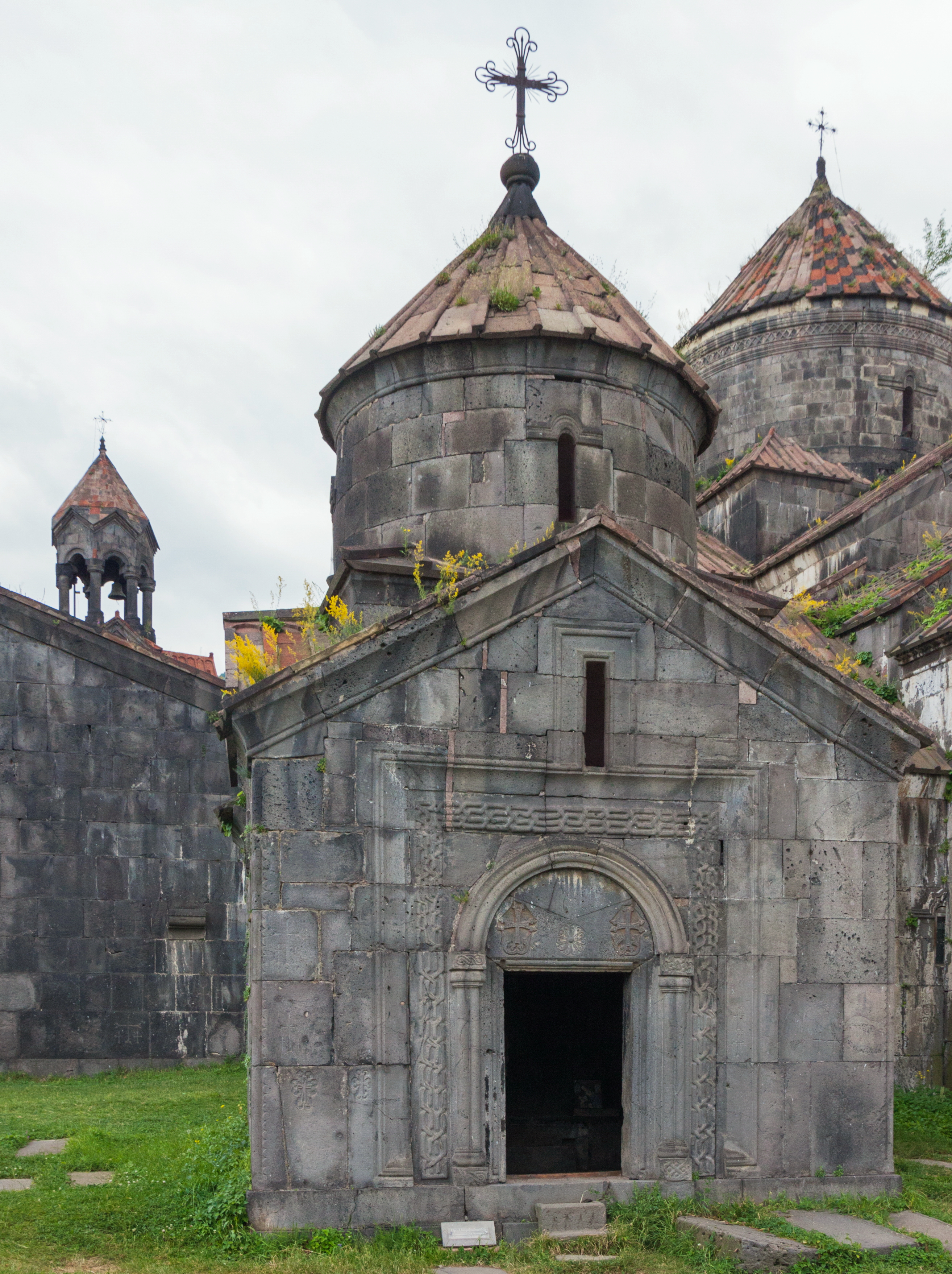
Kościół Matki Bożej (Surp Astwacacin)
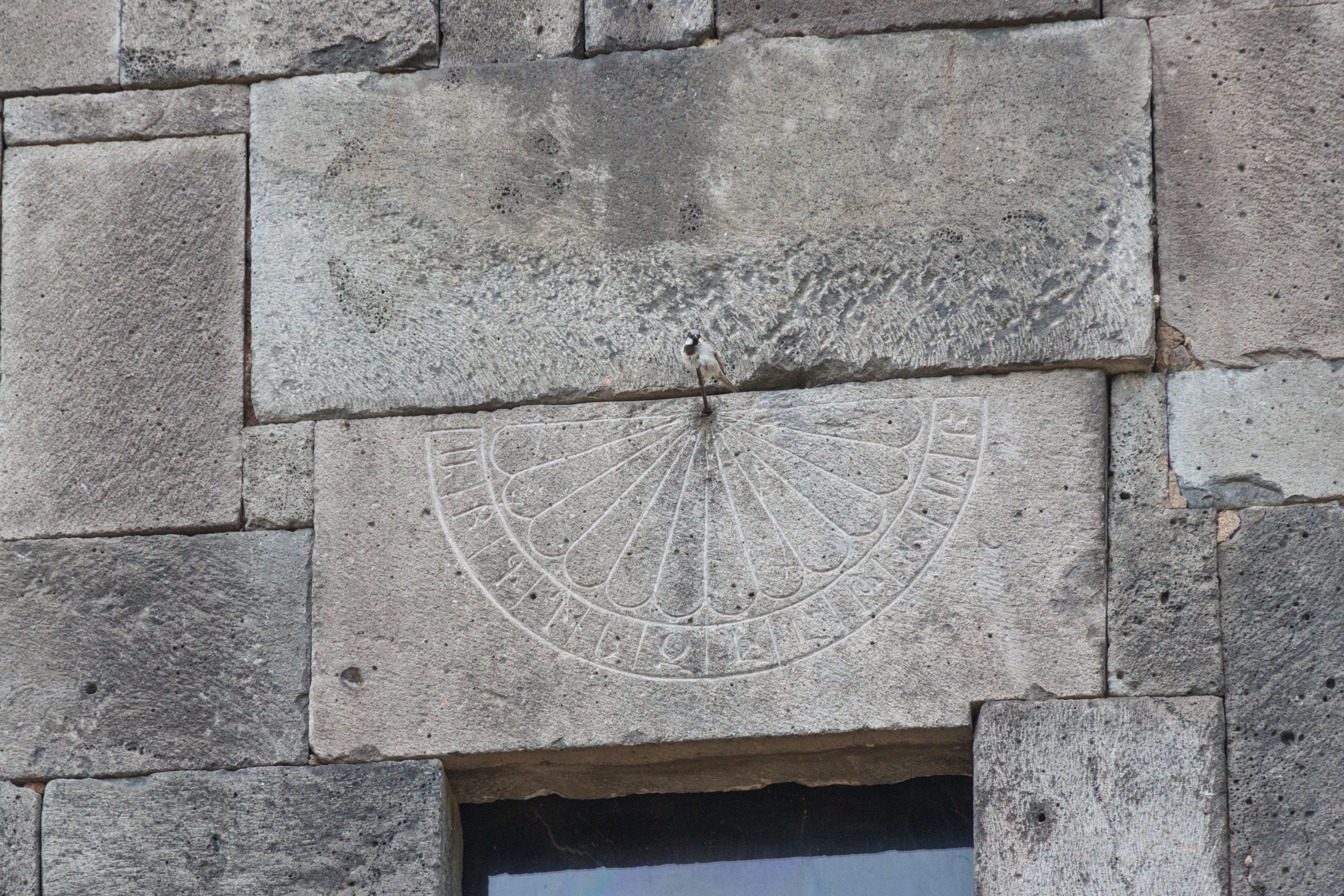
Zegar słoneczny
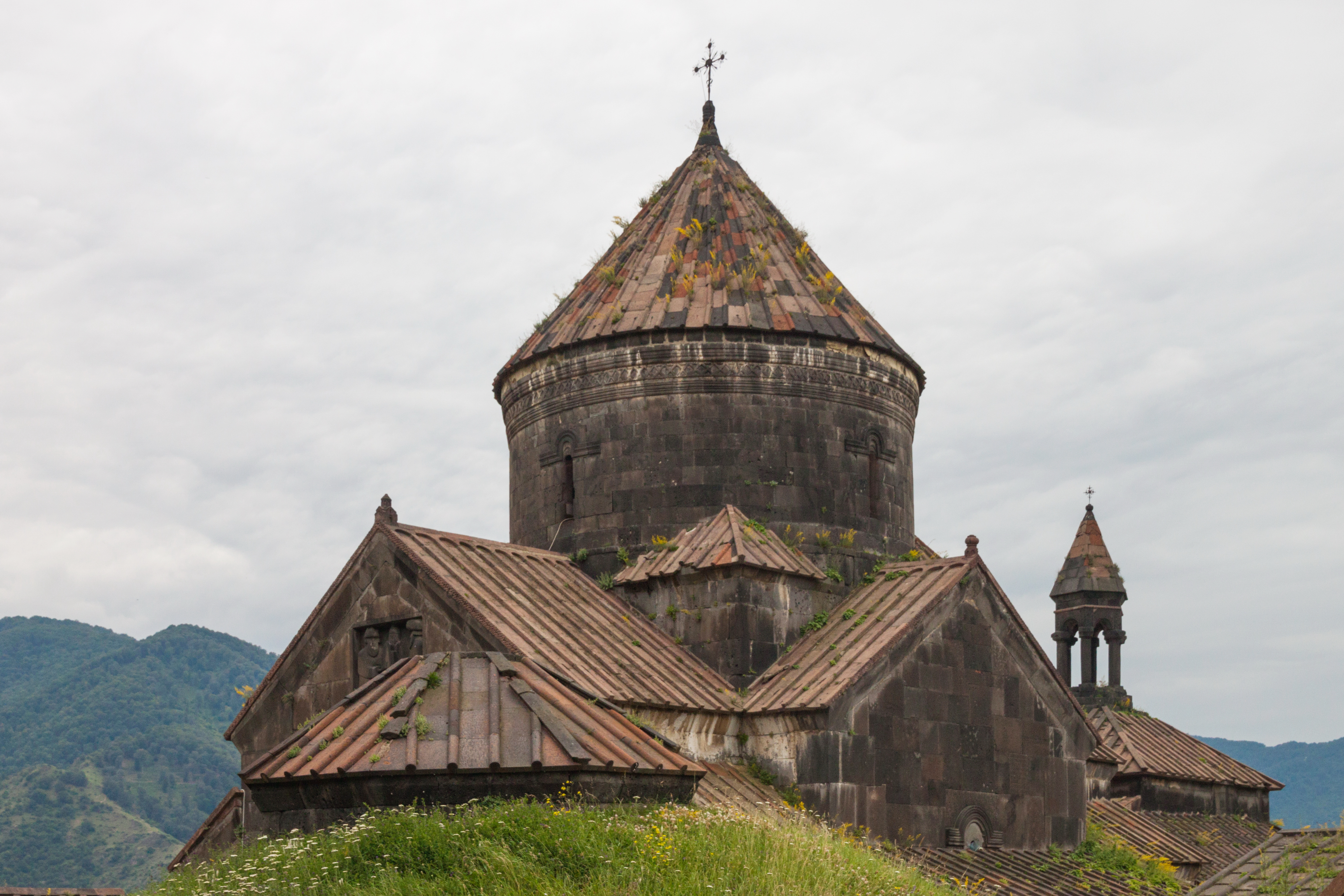
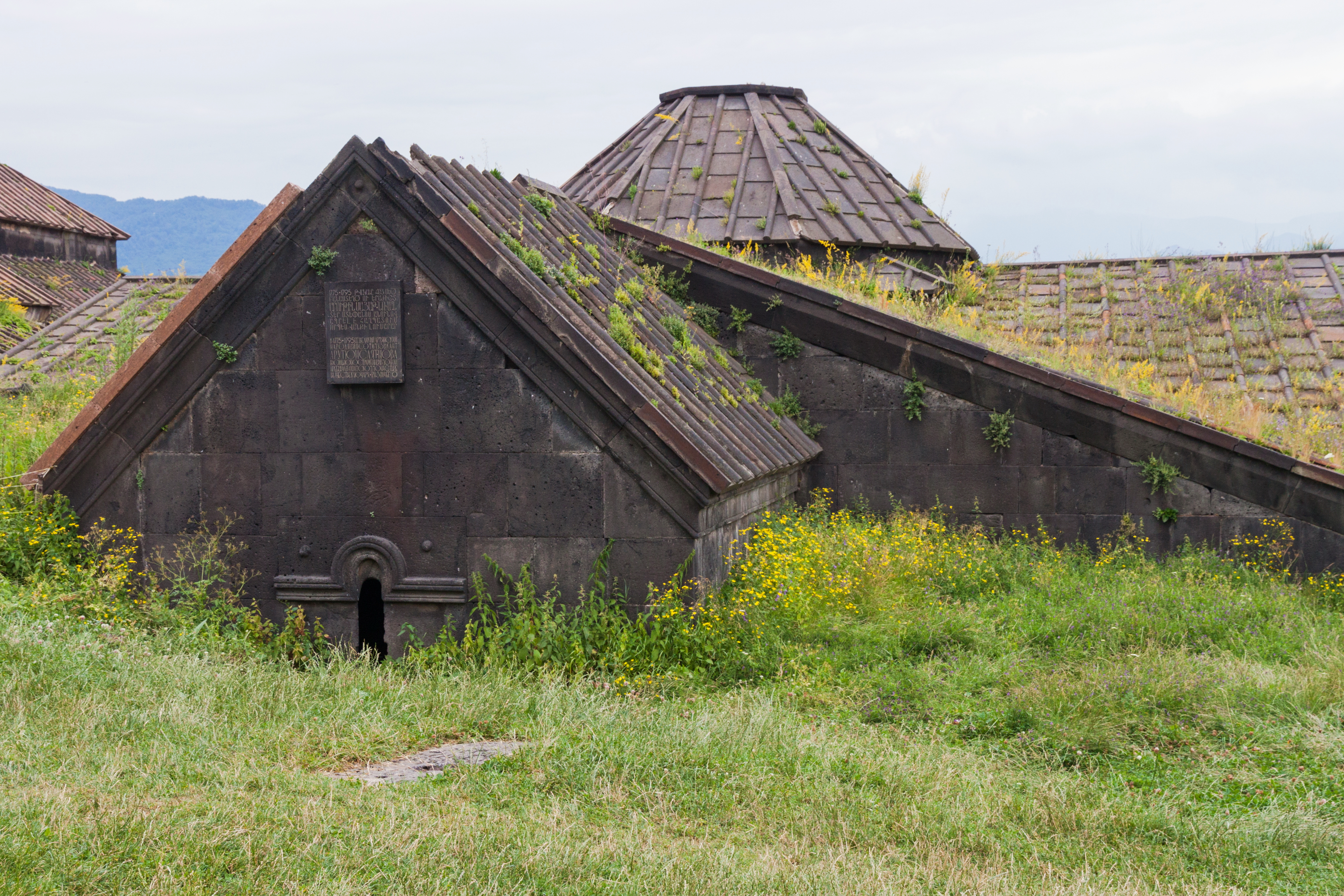